# Geodia vestigifera
Espèce
Synonymes
- Geodinella vestigifera Dendy, 1924 - protonyme

Geodia vestigifera est une espèce d'éponges de la famille des Geodiidae.

## Taxonomie
L'espèce est décrite par le zoologiste britannique Arthur Dendy en 1924 sous le nom Geodinella vestigifera, devenu Geodia vestigifera lorsque le genre Geodinella a été considéré comme un synonyme du genre Geodia,.
L'holotype est prélevé au large des îles des Trois Rois en Nouvelle-Zélande, dans l'océan Pacifique.

### Publication originale
- (en) Arthur Dendy, « Porifera. Part I. Non-Antarctic Sponges. Natural History Report. British Antarctic (Terra Nova) Expedition, 1910 », Zoology, vol. 6, no 3,‎ 1924, p. 269–392.

## Répartition
L'espèce Geodia vestigifera est présente tout autour des côtes de la Nouvelle-Zélande et des îles proches dans l'océan Pacifique.